# Кипър (остров)
Вижте пояснителната страница за други значения на Кипър.
Кипър (на гръцки: Κύπρος; на турски: Kıbrıs) е третият по големина остров в Средиземно море, с площ 9251 km2. Това е единственият остров в Средиземно море, който географски принадлежи към континента Азия. Той се простира на 240 км от изток на запад, като по ширина достига 100 km от север на юг. Кипър е разположен в североизточната част на морето на разстояние 380 км от Египет, 105 km от Сирия и 75 km от Турция.
36 % от територията се контролира от Севернокипърска турска република, 3,7 % – ООН (буферна област), 2,7 % – Великобритания (военни бази Акротири и Декелия), останалото е към Република Кипър.

## География
По-голямата част от острова е зает от гори. До северния бряг по ширина се простира планинската верига Кирения. В западната част е широка 15 km, а в източната се разширява до 25 – 30 km. Западната част, наричана Пентадактилос е по-висока, като отделни върхове надвишават 1000 m. Най-високата част е върхът Акроманда (1023 m). Югозападната половина на острова е заета от обширния горски масив Троодос, прорязан от надлъжни речни долини. Най-висока е северната част, където се извисява връх Олимп (1951 m).
Между хребетите се простира полухълмистата равнина Месаория, напоявана в дъждовния период от река Акаки на запад и река Педиеос на изток. Равнината Месаория е образувана от морски отлагания, предимно от Кватернера. Защитена от ветровете, тази равнина има благоприятен климат за отглеждане на зърнени култури и представлява житницата на Кипър. Полетата с пшеница и ечемик се редуват с маслинови гори, черница и портокалови дървета, а на предпланинските възвишения се редуват с лозови насаждения.
Спускайки се на изток и югоизток, равнината Месаория преминава в крайбрежните низини на заливите Амохостос и Ларнака.
В Кипър се наблюдават резки контрасти на ландшафта: ярко-зелените горички на маслиновите и цитрусовите култури се редуват от сухите и пожълтели предпланини, тучните ливади с пъстри цветя и насаждения от орехи – с дивите скали на обезлесените планински върхове, лазурното крайбрежие с белоснежни яхти – с прохладни хвойнови гори и ослепителни снежни шапки по върховете на Троодос.

### Геоложки строеж на острова
Кипър се състои от няколко тектонски плочи, затиснати една над друга. Югозападната и североизточната части на острова са образувани от варовикови утаечни скали, а между тях е разположен Троодоския офиолитов комплекс, представляващ фрагмент от океанската кора на Тетис. Тези най-общи черти от строежа на острова се виждат добре на космическите снимки.
Офиолитовият комплекс на Троодос е един от най-добре изучените в света. Счита се за един от еталоните на океанския тип земна кора.

### Хидрография
Постоянни реки в Кипър почти няма. Всички са маловодни, водят началото си от планините и стават пълноводни само през есента и зимата. Болшинството от тях са къси, най-дългите достигат 50 – 70 km. Основният им захранващ източник са валежите. Зимните валежи ги изваждат от бреговете, предизвиквайки наводнения. В горещия летен период те се превръщат в тънки ручеи, извиващи се по оголените русла, а много от тях напълно пресъхват. Най-големите реки на Кипър са Акаки с притоците си, Педиеос и Ялия.

### Релеф
Бреговата линия на острова на север е изрязана и скалиста, а на юг е покрита с дълги пясъчни плажове. Това е причината почти всички морски курорти да са разположени от южната страна на острова. Общата дължина на бреговата ивица е 780 km. От самолет се наблюдават многочислени заливи, както и тъмнозелените долини, опасани с кафяви гори.
Ландшафтът на острова се определя от две успоредни планински вериги, отличаващи се по геолого-морфоложка структура, поради различия в произхода и формирането им.
По продължение на северното крайбрежие на 125 km се простира хребетът Кирения (максимална височина 1023 m), в която с пет остри върхове се очертава планината Пентадактилос (в буквален превод „петопръста“), и ниският планински хребет Карпас (с максимална височина едва 364 m). Многобройните скали и отвесни пропасти са образувани от утаечни скали – варовик, доломит, пясъчници и шисти. От север и от юг планинската верига е разделена от множество малки долини и оврази, които от юг са подчертано засушливи и неприветливи, а от север твърдият варовик е покрит с по-мек слой глинести почви.
Централната и югозападната част на Кипър са заети от големия планински масив Троодос, с най-високия на острова връх Олимпос (Хионистра) (1951 m). Масивът, гъсто обрасъл с гори, се простира на дължина до около 80, а в ширина 25 километра. Централната му част с дължина около 30 km е образувана от вулканични скали. Олимпос е съставен от дунит, обграден със залежи от перидотит, габро и долерит. В планината Троодос има залежи от мед, пирит, азбест и други полезни изкопаеми. Богата е на планински извори. Чистият планински въздух, живописните пътеки, мекият и приятен климат правят този район привлекателно място за отдих, особено през лятото.
Планините в северната и южната част на Кипър са разделени от широката междупланинска плодородна равнина Месаория, (на турски Месаря) с надморска височина 200 m и още по-плодородния басейн Морфу. Месаория е образувана предимно от четвъртични морски утайки с излаз до морето в източна и западна посока. Защитена е от северните ветрове с гори, оросявана от планински потоци, тази равнина открай време играе роля на житница на Кипър.
Планините Троодос и Кирения се спущат стръмно в морето, но независимо от това, преобладаващата част на острова е удивително плоска и с равна брегова ивица. Северозападният и югоизточният край на централната равнина, т.е. околностите на Морфу и Фамагуста, включват големи участъци от широка и равнинна брегова линия. В залива Акротири и около Ларнака, а също и в югозападната част на острова, до Пафос, бреговата линия също е широка, с плоски и равни плажове. Стръмните скали са рядкост, срещайки се основно на места, където планинските масиви стръмно се спускат към морето в северната и южната страна на острова.

## Климат
Климатът на Кипър е средиземноморски, с влажна топла зима и много горещо сухо лято. Слънчевите дни през годината варират от 300 до 350. Средногодишната температура достига +20,5 °C. Средната температура на най-горещия месец (август) е +35 °C, а на най-хладния (януари) е 0 °C. Средната зимна температура е +15 °C, лятната +30 °C.
Средногодишното количество валежи е малко: в равнините – 360 – 400 mm, а в планините – 700 – 1000 mm. Разпределението им е неравномерно. В долините и по крайбрежието е много сухо. В Месаория падат не повече от 300 mm валежи. Максимумът е в планинските райони. В Троодос валежите в някои години превишават 1000 mm. Най-влажните месеци на острова са декември и януари, като преобладават валежите в периода октомври – април. На Кипър изключително рядко се наблюдават замръзвания под —4 °С. Кипърският климат се счита за един от най-здравословните в света. Сняг пада само в планината Троодос и се задържа от декември до април, като през целия период е годен за каране на ски. В околностите на Олимп от януари до март работят зимни почивни бази. Въздухът е абсолютно чист и прозрачен, а цветовете в природата са много ярки.
През пролетта сухата земя се овлажнява и островът се потапя в море от цветя. През април времето все още е неустойчиво, а морската вода е прохладна. През май започва плажният сезон, като месецът се счита за най-доброто време за отдих на море. Разликата между дневните и нощните температури все още достига 15 С°. Лятото на острова започва през средата на май и продължава до средата на октомври. Характерно е с горещината, безоблачното небе и прохладния бриз от морето. В този сезон островът е под влиянието на слой с ниско налягане, идващ от континенталния спад на налягането, с център над югозападна Азия. Средното количество валежи през януари и февруари съставлява 60 % от общото количество валежи на острова. Най-прохладното място на Кипър през лятото е западното крайбрежие в района на Пафос, където температурата е с 2 – 3 градуса по-ниска, в сравнение с Ларнака и Лимасол. Септември и октомври са все още ясни и слънчеви, а морската вода е годна за къпане.
В края на октомври вечерите стават прохладни. През октомври и ноември планинските склонове на Троодос сменят цвета си, а лозите придобиват тъмночервен и златист оттенък на фона на дълбоко синьото небе. На Кипър даже в средата на ноември човек се чувства като посред лято. Къпането в морето все още е възможно, а екскурзиите до селцата и дегустацията на вино във винарните е още по-привлекателно.
Декември и януари са месеците на средиземноморската зима. Характерът на кипърската зима е променлив. Слънчевите дни се редуват с дългоочакваните дъждове. Точно през зимата пада по-голямата част от годишната норма валежи. По време на този сезон другите средиземноморски курорти са затворени. Но не и Кипър. Островът е международен бизнес център, а също така предлага на своите гости много исторически паметници и музеи.
През януари започват да се появяват първите знаци на пролетта – цветовете на първите орхидеи. Към средата на февруари планинските склонове се покриват със зелен килим, а цъфтящият бадем отбелязва идването на пролетта. През март е все още прохладно (19 °C през деня и 9 °C през нощта). Ранната пролет в средата на март е прекрасно време за пътуване до Кипър. Все още не много горещо, макове и анемонии цъфтят сред развалините на античните градове. От април до средата на май, пролетта влиза в пълно владение на острова и заслепява с цветовете си.
Най-доброто време за почивка е през май, юни, а също така през септември и октомври. През юли и август дневната температура превишава 35 °C, а може да достигне и до 45 °C. През лятото средната температура по бреговите райони достига до 32 °C, а в централната част на острова до 36 °C. В отделни периоди може да превишава 40 °C. През зимата средната температура е около 15 °C.
През годината падат средно по 375 mm валежи, 300 – 500 mm в равнината, 500 – 750 mm в западните планински местности, а по върховете на планините до 1000 mm. Най-малко количество валежи падат в град Никозия, а най-много – в Кирения. Влажността на въздуха е 60 – 80% през зимата и 40 – 60% през лятото. Ветровете са слаби, но се усилват през зимния период. Този климат е благоприятен за отглеждане на много селскостопански култури, още повече че почвата на Кипър е плодородна.
Средни температури в Кипър:
| Сезон  | Средна температура през деня | Средна температура през нощта |
| ------ | ---------------------------- | ----------------------------- |
| зима   | 10 – 20 °C                   | 5 – 12 °C                     |
| пролет | 20 – 30 °C                   | 15 – 20 °C                    |
| лято   | 25 – 40 °C                   | 25 – 35 °C                    |
| есен   | 15 – 30 °C                   | 10 – 20 °C                    |

## Растителност и животински свят
Остров Кипър може да се похвали с природните си красоти. Многообразните природни условия и климатът в различните райони на Кипър благоприятстват развитието на богатата и разнообразна растителност. На острова са се развили около 110 ендемични вида, видове, които могат да бъдат срещнати само тук

## Население
След разделението по-голямата част от кипърските гърци /гърците-киприоти/ живеят на юг, а турците – на север. Общото население възлиза на 790 000 жители, от които 160 хиляди са турци. В Кипър живеят също 17 000 англичани, 60 000 руснаци, 4 000 арменци. След войната от 1974 година около 180 хиляди кипърски гърци бягат или са насилствено преселени на юг. Около 42 хиляди кипърски турци преминават на север. Само в град Пила, окръг Ларнака, с назначената от ООН администрация живеят двете общности.
Трудовият ресурс на Кипър е около 350 000 души, от тях 295 000 – икономически активно население.

## Религия
Кипърските гърци са източноправославни християни, а турците в Кипър са мюсюлмани,

## Туризъм
Кипър годишно се посещава от 3 милиона туристи.

## Забележителности
- Основни забележителности: могилата на Лазар, гробницата на Хала Султан, Кипърски археологически музей.
- В старата част на Фамагуста има крепост от XIV—XV век, в чиято кула е живял прототипът на Отело, венецианският пълководец Христофор Моро.
- Развалините на древния град Саламис.
- До Кирина – руините на готическото абатство Белапаис, Музеят на корабокрушенията.
- Манастирът Ставровуни е основан според преданията през 327 година от Света Елена.